# Rock Around the Clock
Rock Around the Clock е рокендрол песен в дванадесет-тактов блус, написана от Макс С. Фридман и Джеймс Е. Майърс (последният е под псевдонима „Джими Де Найт“) през 1952 г. Най-известното и най-успешно изпълнение на песента, е записано от Бил Хейли „анд хис Кометс“ през 1954 г. за американската музикална компания „Дека Рекърдс“. Сингълът е №1 в продължение на два месец и се представя добре в класациите на Обединеното кралство; записът отново влиза в „Ю Кей Сингълс Чарт“ през 1960 -те и 1970 -те години.   
Rock Around the Clock не е първият рокендрол запис правен някога, нито първият успешен запис в този жанра. Преди това, Бил Хейли постига успех в САЩ с Crazy Man, Crazy през 1953 г., а през 1954 г. Shake, Rattle and Roll, изпята от Биг Джо Търнър достига до №1 в „Билборд“ „Хот 100“. Записът на Бил Хейли обаче, се превръща в химн на бунтарската младеж през 1950-те, особено след като е включен във филма Училищна джунгла от 1955 г., а това донася на песента още първи места в поп класациите за два месеца и първо място в Норвегия.
Записът на тази песен е повлиял, повече от всяка друга в рокендрол мейнстрийм културата по целия свят. Песента е класирана под №159 в списъка на списание „Ролинг Стоун“ за 500-те най-добри песни на всички времена.
Въпреки че за първи път песента е записана от италианско-американската група „Сони Дий анд Хис Найтс“ на 20 март 1954 г., Джеймс Е. Майърс твърди, че песента е написана специално за Хейли, но по различни причини Хейли не успява да я запише до 12 април 1954 г.
Оригиналното пълно заглавие на песента е We're Gonna Rock Around the Clock Tonight!. По-късно е съкратено до (We're Gonna) Rock Around the Clock, въпреки че тази форма обикновено се използва само при издадения записа на Бил Хейли за „Дека Рекърдс“ от 1954 г.; повечето други записи на тази песен на Бил Хейли и други (включително на Сони Дей) съкращават това заглавие до Rock Around the Clock. 
През 2018 г. песента е избрана за съхранение в Националния регистър на записите от Библиотеката на Конгреса като „културно, историческа или артистично значима“.

## Позиция в класациите и сертификати

### Позиция в класациите
| Класация (1955–1956)              | Позиция |
| --------------------------------- | ------- |
| Австралия                         | 1       |
| Австрия                           | 10      |
| Нидерландия                       | 4       |
| Белгия (Фландрия)                 | 2       |
| Германия                          | 18      |
| Великобритания Ю Кей Сингълс Чарт | 1       |
| САЩ Билборд Хот 100               | 1       |
| САЩ Билборд Ритъм енд блус        | 3       |
| САЩ Кеш Бокс Toп 100              | 1       |
| Белгия (Валония)                  | 6       |

| Класация (1966) | Позиция |
| --------------- | ------- |
| Канада          | 41      |

| Класация (1968) | Позиция |
| --------------- | ------- |
| Канада          | 41      |
| Великобритания  | 20      |
| САЩ             | 118     |

| Класация (1974)      | Позиция |
| -------------------- | ------- |
| Канада               | 26      |
| Великобритания       | 12      |
| САЩ Билборд Хот 100  | 39      |
| САЩ Кеш Бокс Toп 100 | 36      |

| Класация (1955)     | Позиция |
| ------------------- | ------- |
| САЩ Билборд Хот 100 | 2       |

| Клсация (1950–1959) | Позиция |
| ------------------- | ------- |
| Великобритания      | 1       |